# Joseph Ruttenberg
Joseph Ruttenberg, född 1889, död 1983, var en amerikansk filmfotograf. Han nominerades till en Oscar för bästa foto tio gånger, och vann fyra.

## Filmografi (i urval)
- 1938 – Den stora valsen
- 1940 – Dimmornas bro
- 1941 – Dr. Jekyll och Mr. Hyde
- 1942 – Mrs. Miniver
- 1943 – Madame Curie
- 1944 – Gasljus
- 1953 – Julius Caesar
- 1954 – Brigadoon
- 1956 – Gatans kung
- 1958 – Gigi, ett lättfärdigt stycke
- 1960 – Inte för pengar...

## Priser och utmärkelser
[Redigera Wikidata]